# TA19
TA19 (Tomb of Amarna 19) è la sigla che identifica una delle Tombe dei nobili ubicate nell'area dell'antica Akhetaton, oggi nota come Amarna, capitale voluta e costruita dal faraone Amenhotep IV/Akhenaton della XVIII dinastia. La città venne abbandonata circa 30 anni dopo la sua fondazione; le tombe vennero abbandonate e in parte riutilizzate in epoca moderna come romitaggi di monaci copti. L'abbandono millenario e i danni causati dalla presenza umana hanno spesso reso irriconoscibili le strutture originarie e danneggiato pesantemente, quando non reso illeggibili, scene pittoriche e rilievi parietali.

## Titolare
TA19 era la tomba di:
| Titolare | Titolo                                                      | Necropoli | Dinastia/Periodo | Note             |
| -------- | ----------------------------------------------------------- | --------- | ---------------- | ---------------- |
| Setau    | Sovrintendente al doppio tesoro del Signore delle Due Terre | Amarna    | XVIII dinastia   | area meridionale |

## Biografia
Nessuna notizia biografica è ricavabile dalla tomba amarniana. 

## La tomba
Planimetricamente costituita da un unico corridoio non ultimato, presenta solo nel corridoio di ingresso i resti di una preghiera e l'immagine del defunto inginocchiato.

### Fonti
1. ↑  Porter e Moss 1968, Parte IV, p. 227.
2. ↑  Reeves 2001, p. 137.
3. ↑  Davies 1903, Parte V, tavv. XIV-XV.
4. ↑  Porter e Moss 1968, Vol. IV, pp. 227.